# Cartas de amor a los muertos
Cartas de amor a los muertos (título original en inglés: Love Letters to the Dead) es la primera novela de la escritora estadounidense Ava Dellaira, publicada en 2014. Trata de una novela juvenil contada a través de una serie de cartas escritas a personajes muertos por una chica de 15 años llamada Laurel, que está de duelo por la pérdida de su hermana mayor llamada May. La novela se desarrolla en Albuquerque, Nuevo México.      

## Sinopsis
Hay ciertas cosas que no puedo contar a nadie, excepto a la gente que ya no está aquí.

Todo comienza con un trabajo para la clase de Literatura: escribir una carta a una persona muerta. Laurel escoge a Kurt Cobain porque su hermana lo adoraba. Y porque él murió joven, como ella. Luego de la primera carta, ya no puede detenerse, y escribirá a Judy Garland, Amy Winehouse, Amelia Earhart, Jim Morrison y muchos otros personajes famosos. Sin embargo, no se las entrega a su profesora, la tarea permanece oculta… como tantas cosas de su vida. Laurel escribe sobre lo que le pasa: cómo se siente empezar en otra escuela, lo difícil que es forjar nuevas amistades, cómo es el primer amor o vivir con padres separados y, lo más importante, escribe sobre la muerte de May. De esta manera, comienza a relacionar las cosas que compartió con su hermana y sus experiencias personales, con las vidas y muertes de estos íconos. Cuando escriba la verdad sobre lo que le ocurrió, podrá aceptar la muerte de May y solo así logrará verla y recordarla como la persona que siempre fue: adorable, asombrosa e… imperfecta.

## Reseña
Laurel tras perder a su hermana mayor decide cambiarse de escuela donde nadie la conozca para evitar preguntas sobre la extraña muerte de su hermana. Ella fue la última persona que vio a May con vida y hasta se siente culpable por no hacer nada para salvarla. May era su heroína y todo lo que ella quería ser. Laurel acaba de comenzar la secundaria en un nuevo instituto. Inicia un nuevo ciclo escolar y como primer trabajo de literatura, su profesora pide que escriban una carta a algún personaje que ya este muerto. Uno podría pensar que le escribiría a un héroe patriótico histórico o incluso a su hermana fallecida... pero no, le escribe a grandes Leyendas de Rock, actores y celebridades importantes.

"Nirvana significa libertad. Libertad del sufrimiento. Supongo que algunas personas dirían que eso significa morir. Así que, felicidades por ser libre, supongo. El resto de nosotros seguimos aquí, lidiando con todo lo que ha sido roto".

Muchas de esas “celebridades” se suicidaron, murieron por sobredosis de drogas o de alguna manera trágica, pero también dejaron cartas de despedida o hicieron varios logros pero con vidas un poco vacías. Sin embargo cada una de esas cartas tenía algo especial, algo con que se conectaba al escribir, por ejemplo: una frase que dijo o una canción o una aventura que realizó.... Todo eso se enlazaba con algo que le estaba ocurriendo a ella en ese momento. El contenido de las cartas es una especie de diario...donde se desahoga de todos aquellos sentimientos que la inundan, que nadie más comprende....porque nadie más sabe la verdad que ella. A través de las cartas ella va revelando detalles sobre la muerte de su hermana y de cómo aún no acepta que ella se ha ido. La muerte de su hermana una muerte que no solo se trataba de los últimos momentos de su vida, sino, una vida llena de secretos, excesos, mentiras e ilusiones. Laurel a lo largo de estas cartas, empieza esta nueva etapa: una sin su hermana, con padres separados, una tía un poco obsesionada por Jesús. Una etapa que la ayudará a perdonarse. Descubrirse, sentir, enamorarse, forjar verdaderas amistades y crecer... sobre todo crecer.
En sus primeros días en el instituto donde nadie la conoce, el Instituto West Mesa, Laurel se siente muy perdida e intenta encajar poco a poco. Hay gente que le llama la atención, como Natalie, con quien rápidamente congenia y le presenta a la alocada e impredecible Hannah. Desde entonces, las tres serán muy buenas amigas y compartirán grandes momentos, descubriendo también que sus amigas guardan secretos, miedos y que al igual que ella están perdidas.
También en el West Mesa conocerá a una pareja de último curso, Tristan el músico que apenas tiene esperanzas ni ganas de entrar en una universidad, y su novia Kristen, quien tiene ganas de cambiar a los aires de ciudad y siempre preocupada por una buena nota de ingreso. También conocerá al misterioso Sky, de quien Laurel se fija desde el primer momento: Sky es un chico que apenas habla, muy misterioso y popular, siempre con su chaqueta de cuero y que además, fue expulsado del instituto al que iba a ir Laurel —el Sandía— nadie conoce muy bien por qué.

"Con todos nosotros juntos allí de pie, Kristen, Tristan, Natalie, Hannah y yo, me di cuenta de que hay una razón por la que estábamos todos allí: cada uno somos extraños de una manera diferente, pero juntos, eso es realmente normal"

Laurel nos explicará cómo se siente ante todo. Cómo lo va superando poco a poco. Cómo acepta lo que la vida le brinda. Es la típica historia en la que un adolescente tiene más fuerza y entereza ante malas situaciones que los adultos. Y las superará gracias a la música, poemas, películas, amigos, amor, familia… Pero sobre todo lo logra superar gracias a nuevas situaciones y experiencias en los que solo ella misma puede decidir quién quiere ser y aceptando que su hermana también tenía defectos y no era perfecta como ella creía.

## Personajes del libro
- Laurel, la narradora de la novela, Laurel es una estudiante de primer año tiene 14 años y a través de la historia cumple los 15 años. Decide iniciar en un nuevo instituto, sus padres están divorciados y tiene una tía obsesionada con Jesús, su hermana mayor murió recientemente.
- May, hermana mayor de Laurel, ella tenía 17 años antes de fallecer, estudiaba en el instituto -Sandia- . Tenía un novio mayor que ella  y le gustaba mucho Nirvana y otros grupos de rock.
- Padre de Laurel y May, Un trabajador de construcción, deprimido por la muerte de su hija May y por la pérdida de su matrimonio. Le gusta ver partidos de béisbol.
- Madre de Laurel y May, aspirante a actriz se casó joven cuando se dio cuenta de que estaba embarazada de May su hermana y años después decide ponerle fin a su matrimonio para perseguir sus propios sueños. Tras la muerte de May y los problemas en su familia, esta decide ir a un Rancho  en California .
- Amy,  Hermana de la madre de Laurel y su tía, es una camarera que encontró a Dios y está obsesionada con Jesús.
- Natalie,  amiga de Laurel, la conoce en su clase de lengua, a ella le gusta pintar y está enamorada de su mejor amiga Hannah.
- Hannah,  Una popular pelirroja amiga de Natalie. Ella está confundida respecto a su sexualidad, tiene muchos novios como Kasey, un popular jugador de la escuela, para ocultar sus sentimientos por Natalie. Los padres de Hannah murieron. Vive con su abuela y abuelo, y su hermano mayor Jason, un maltratador y tiene problemas de temperamento.
- Sky ,  Un chico misterioso y popular, pero muy callado, del cual Laurel se enamora y después comienza una bonita relación con ella. Él asistía al instituto -Sandia- tuvo un pequeño enamoramiento por May, la hermana de Laurel. Golpeó al novio de May después que ella falleciera, razón por la que lo expulsaron. Vive con su madre la cual sufre de alzheimer. Sky quiere ser escritor.
- Tristán  ,  estudiante de último año y amigo de Natalie. Se hace amigo de Hannah y Laurel. Le gusta tocar guitarra le gustaría ser músico, pero no cree ser bueno. No quiere ir a la Universidad. Novio de Kristen.
- Kristen ,  Una estudiante de último año que ama a Tristán y sueña con irse a Nueva York a estudiar.
- Mrs. Buster  , profesora de Lengua, quien asignó el proyecto de escribir una carta a una persona muerta. Su hijo murió hace unos años. Es quien se queda con el cuaderno lleno de cartas de Laurel, ya que Laurel decide obsequiárselo.
- Paul , Novio de May, era mayor que ella. Quien al parecer la maltrataba y abusaba de ella.
- Billy  , amigo de Paul, abusa a Laurel después que May lo dejara cuidando de ella.
- Cartas dirigidas a: Kurt Cobain, Elizabeth Bishop, River Phoenix, Amelia Earhart, Amy Winehouse, Judy Garland, Janis Joplin, Allan "Rocky" Lane, Jim Morrison, John Keats, E.E. Cummings, Heath Ledger, y a su hermana May.

## Recepción de la crítica
Elizabeth DeVita - Raeburn elogió la narrativa realista de dolor de Ava Dellaira, de ella dijo, "Dellaira conoce la pérdida de hermanos o ella ha llevado una buena investigación a cabo, debido a que sus temas suenan verdaderos: la forma en que los jóvenes sobrevivientes se sienten perdidos sin el mapa de sus hermanos mayores, el sentido de ser abandonado por sus padres en duelo, y la crisis de identidad que puede venir cuando la persona que admiran se ha ido."
Kirkus Reviews en marzo de 2014 señaló: "La técnica epístola es tal vez demasiado eficaz en la construcción y el mantenimiento de la tensión narrativa:. En Laurel los retrasos que explican sus sentimientos de responsabilidad por la muerte de May, el propósito de su historia, se siente apresurado. Una mano con más fuerza habría dado un mayor equilibrio a un melodrama desgarrador de manera eficaz y satisfactoria".
The Sunday News (Lancaster, Pensilvania) Compara Cartas de Amor a los Muertos a otra novela juvenil popular, "Bajo la misma estrella" listo para otro drama sentimental? Ve consiguiendo algunos pañuelos de papel..." 
Thom Barthelmess escribió en el The Horn Book Magazine declarando: "Los personajes de Dellaira son auténticamente concebidos y bien elaborados. Los adolescentes se encuentran en situaciones de abuso físico, sexual, y abuso de drogas o alcohol, estoicismo, y la furia. Adultos rotos azotados y esforzándose. Con su epístola confidente Laurel enfrenta las circunstancias que conducen la muerte de su hermana, y hace las paces con ella misma. Ella se entera de que, sin embargo, de nuestros oscuros secretos, de la única forma de salir de las sombras, es exponiéndolos a estar en la luz.
En 2014 Karen Coats, Bulletin of the Center for Children's Books encontró el libro, "Recordando Las ventajas de ser invisible de Chbosky cosas poderosamente emocionales.
Jeanne Fredriksen, The Booklist en 2014 señaló "Buen ritmo y hábilmente argumentada, este debut utiliza una nueva voz fresca para contar una narración a veces triste, a veces nervioso, pero siempre convincente. Se recomienda, además, el libro a los fanes de Sarah Dessen y Jenny Han.

## Premios y nominaciones
YALSA 2015 Teens’ Top diez Nominado (El Servicio de Bibliotecas Adulto joven Asociación (YALSA), una división de la American Library Association)
Un YALSA 2015 "increíble audio-libro" para adultos jóvenes (El Servicio de Bibliotecas Adulto joven Asociación (YALSA), una división de la Asociación Americana de Bibliotecas (ALA))

## Adaptación cinematográfica
En 2014 Fox 2000 adquirieron los derechos de la novela y será producida por Temple Hill Entertainment. Los productores que lideraran la película serán Wyck Godfrey y Marty Bowen's, los mismos que produjernovela, se encargara de escribir el guion, bajo la supervisión de Fox 2000. 
En mayo de 2015, Hollywood Reporter publicó e informó en exclusiva que Catherine Hardwicke, quien dirigió la primera película de vampiros adolescentes, Crepúsculo, dirigirá Cartas de Amor a los Muertos. En 2016 Catherine Hardwicke comento:  

“Es un proyecto bello y desafiante sobre un tema muy importante, este libro es la forma más responsable de afrontarlo, a través de los ojos de alguien a quien se ha dejado atrás.”

La película consta de un presupuesto de 10 millones de dólares, pero que aún no ha dado inicio a su rodaje, ya que Ava Dellaira sigue trabajando en el guion junto a Catherine.

## Sobre la Autora
Ava Dellaira Nació en Los Ángeles, pero pronto la familia se mudó a Albuquerque, Nuevo México, donde creció jugando con su hermana. 
Su primer recuerdo sobre la escritura es en segundo grado, donde le asignaron escribir un poema sobre las cosas que le gustaban y porqué. Fue su primera toma de conciencia del gran espacio existente entre un sentimiento y el lenguaje que tenemos para expresarlo. 
Asistió a la Universidad de Chicago y al Taller de Escritores de Iowa, después de graduarse en Iowa, se mudó a Los Ángeles con aspiraciones de convertirse en guionista donde fue becaria Truman Capote. También ha trabajado en la industria del cine, incluso en The Perks of Being a Wallflower con Stephen Chbosky, quien primero animó a Dellaira a escribir una novela. Dellaira estuvo representada en el trato por CAA y Richard Florest en Rob Weisbach Creative Management.
Actualmente reside en Santa Mónica, en un apartamento del tamaño de una caja de zapatos cerca de la playa. Correr, caminar o andar en bicicleta son algunas de sus actividades favoritas.